# Emam Ashour
Emam Ashour Metwally Abdelghany (ar. امام عاشور; ur. 20 lutego 1998 w As-Sinbillawajn) – egipski piłkarz, grający na pozycji środkowego pomocnika w egipskim klubie Al-Ahly Kair oraz w reprezentacji Egiptu.

## Kariera klubowa
Swoją piłkarską karierę Ashour rozpoczął w klubie Ghazl El-Mehalla, w barwach którego zadebiutował w sezonie 2017/2028 w drugiej lidze egipskiej. W 2018 roku został wypożyczony do pierwszoligowego Haras El-Hodood SC. Swój debiut w nim zaliczył 1 sierpnia 2018 w przegranym 1:2 wyjazdowym meczu z El-Entag El-Harby SC. W Haras grał przez rok.
W sierpniu 2019 roku Ashour przeszedł do Zamaleku. Swój debiut w nim zanotował 23 września 2019 w wygranym 1:0 domowym meczu z Al-Ittihad Aleksandria. Wraz z Zamalekiem wywalczył mistrzostwo Egiptu w sezonie 2020/2021, wicemistrzostwo w sezonie 2019/2020 i zdobył Superpuchar Afryki w lutym 2020. W listopadzie 2020 dotarł z Zamalekiem do finału Ligi Mistrzów, jednak w przegranym 1:2 finale z Al-Ahly Kair nie wystąpił.
| Sezon   | Klub               | Kraj  | Rozgrywki                   | Mecze | Gole |
| ------- | ------------------ | ----- | --------------------------- | ----- | ---- |
| 2017/18 | Ghazl El-Mehalla   | Egipt | 2. liga                     | ?     | ?    |
| 2018/19 | Haras El-Hodood SC | Egipt | Ad-Dauri al-Misri al-Mumtaz | 31    | 4    |
| 2019/20 | Zamalek SC         | Egipt | Ad-Dauri al-Misri al-Mumtaz | 12    | 1    |
| 2020/21 | Zamalek SC         | Egipt | Ad-Dauri al-Misri al-Mumtaz | 21    | 5    |

## Kariera reprezentacyjna
W 2020 roku Ashour był w kadrze Egiptu na Igrzyska Olimpijskie w Tokio. W reprezentacji Egiptu zadebiutował 16 listopada 2021 w wygranym 2:1 meczu eliminacji do MŚ 2022 z Gabonem, rozegranym w Aleksandrii. W 2022 roku został powołany do kadry na Puchar Narodów Afryki 2021. Na tym turnieju rozegrał dwa mecze: półfinałowy z Kamerunem (0:0, k. 3:1) i finałowy z Senegalem (0:0, k. 2:4).